# Натан Шамуяріра
Натан Марвіракува Шамуяріра (англ. Натан Marwirakuwa Shamuyarira) (29 вересня 1928, Південна Родезія — 4 червня 2014, Хараре, Зімбабве) — зімбабвійський державний діяч, міністр закордонних справ Зімбабве (1987—1995).

## Життєпис
Закінчив школу при Вадділове інституті в місті Марондера, після чого викладав в початкових школах. З 1953 року працював журналістом в газеті Лімітед. У 1956 році став першим редактором-африканцем Daily News. У 1962 році залишив журналістику, щоб приєднатися до Союзу африканського народу Зімбабве (ZAPU). Однак уже через рік він виходить з ZAPU і стає активістом Африканського національного союзу Зімбабве (ZANU). У вересні 1963 року покинув Південну Родезію і поїхав вивчати політологію у Прінстонському університеті США, який закінчив у 1967 році. Потім читав лекції в Університеті Дар-ес-Салама в Танзанії, одночасно працює секретарем ZANU з міжнародних справ. Після проголошення незалежності Зімбабве (1980) займав ряд ключових посад в уряді країни: Міністр інформації та туризму (1980—1982); Міністр інформації, пошти і телекомунікацій (1982—1987); Міністр закордонних справ Зімбабве (1987—1995); Міністр громадських робіт, праці та соціального забезпечення (1995—1996); Міністр промисловості і торгівлі Зімбабве (1996—2000). У 2004 році був призначений секретарем з інформації та зв'язків з громадськістю ЦК Зімбабвійського африканського національного союзу — Патріотичних фронт (ZANU-PF). У червні 2006 року він звинуватив Міжнародну групу щодо запобігання криз в спробі організації перевороту проти президента Мугабе шляхом підтримки Руху за демократичні зміни. Він пішов з активної політики в 2010 році через погіршення здоров'я.
4 червня 2014 року помер у місті Хараре, Зімбабве.

## Автор праць
- Біографія президента Роберта Мугабе